# Richard Strauss
Richard Georg Strauss (11 tháng 6 1864 - 8 tháng 9 1949) là một nhà soạn nhạc người Đức cuối thời kì lãng mạn và đầu thời kì hiện đại, ông nổi tiếng với các tác phẩm thơ giao hưởng và opera. Ngoài ra Strauss còn là một nhạc trưởng có tiếng.

## Đầu đời
Richard Strauss sinh tại Munich trong một gia đình có bộ là một nghệ sĩ đàn thợ săn tại nhà hát Munich, từ bé ông đã được học nhạc từ cha và bắt đầu viết nhạc từ năm 6 tuổi.
Thời trẻ, Strauss có may mắn khi được tham dự nhiều buổi diễn tập của dàn nhạc nhà hát Munich và ông cũng học được những lý thuyết về âm nhạc và hòa âm từ một phó chỉ huy dàn nhạc ở đây.
Năm 1882, ông nhập học trường Đại học Munich để học chuyên ngành triết học và lịch sử nghệ thuật. Tuy vậy, một năm sau đó thì Strauss rời học để tới Berlin học nhạc và trở thành trợ lý dàn nhạc cho Hans von Bülow và sau đó trở thành nhạc trưởng khi Bülow từ chức năm 1885. Các tác phẩm của ông giai đoạn này còn khá bảo thủ và vẫn chịu ảnh hưởng từ phong cách của Robert Schumann và Felix Mendelssohn, những người thường xuất hiện trong các bài giảng của cha ông. Bản Horn Concerto No. 1 (1882–1883) là một ví dụ điển hình trong các tác phẩm của Strauss thời kỳ này và đến nay tác phẩm này vẫn thường xuyên được biểu diễn.
Richard Strauss kết hôn với Pauline de Ahna năm 1894 và bà là nguồn cảm hứng chính của Strauss. Trong phần lớn cuộc đời, các tác phẩm của Strauss phần lớn thiên về giọng nữ cao và hầu như các tác phẩm opera của ông đều dành cho giọng nữ.

## Thơ giao hưởng
Strauss bắt đầu thay đổi phong cách khi ông gặp Alexander Ritter, một nhà soạn nhạc và là một nghệ sĩ vĩ cầm có tiếng. Ritter là người đã khuyên Strauss từ bỏ phong cách bảo thủ và bắt đầu viết thơ giao hưởng; ông cũng giới thiệu cho Strauss về những bài tiểu luận của Richard Wagner và các tác phẩm của Schopenhauer. Strauss tiếp tục lãnh tấu chỉ huy các bản opera của Ritter và Ritter sau đó đã viết một bài thơ dựa trên tác phẩm Tod und Verklärung của Strauss.
Những niềm hứng thú mới này đã thể hiện được tính cách con người Richard Strauss. Bản thơ giao hưởng Don Juan, khi được trình chiếu năm 1889 đã bị một nửa số người trong thính phòng tán thưởng và một nửa la ó. Strauss sau đó tiếp tục viết một serie các tác phẩm thơ giao hưởng, bao gồm Aus Italien (1886), Tod und Verklärung (1888–1889), Till Eulenspiegels lustige Streiche (1894–95), Also sprach Zarathustra (1896).

## Opera
Vào cuối thế kỷ 19, Strauss bắt đầu chú ý tới opera. Hai tác phẩm đầu tiên của ông là Guntram năm 1894 và Feuersnot năm 1901 bị coi là những thất bại về mặt phê bình. Tuy nhiên, tới năm 1905 thì ông cho ra đời Salome (dựa trên vở kịch của Oscar Wilde) và phản ứng của dư luận cũng gay gắt như với Don Juan. Khi tác phẩm này được trình chiếu ở Metropolitan Opera tại New York thì đã bị la hét dữ dội và buộc phải dừng buổi diễn chỉ sau bài đầu tiên.
Tác phẩm opera sau đó của Strauss là Elektra, đây là tác phẩm đầu tiên ông hợp tác với nhà thơ Hugo von Hofmannsthal. Hai người đã hợp tác với nhau trong vô số tác phẩm sau này. Với các tác phẩm sau này như Der Rosenkavalier (1910) đã giành được những thành công lớn trong dư luận. Strauss tiếp tục sáng tác opera cho tới năm 1940. Các tác phẩm bao gồm Ariadne auf Naxos (1912), Die Frau ohne Schatten (1918), Die ägyptische Helena (1927), và Arabella (1932); tất cả đều hợp tác với Hofmannsthal; Intermezzo (1923), tác phẩm Strauss tự viết lời, Die schweigsame Frau (1934) với lời của Stefan Zweig, Friedenstag (1936) và Daphne (1937) (viết lời bởi Joseph Gregor và Zweig); Die Liebe der Danae (1940) với Gregor và Capriccio (lời của Clemens Krauss) (1941).

## Những năm cuối đời
Năm 1948, Strauss viết tác phẩm cuối của mình, Vier letzte Lieder, dành cho giọng nữ cao và dàn nhạc. Kirsten Flagstad đã biểu diễn tác phẩm này và buổi diễn đã được ghi âm, tuy nhiên chất lượng ghi âm lại rất tồi. Strauss đã cho ra đời các tác phẩm Lied toàn bộ cuộc đời mình, nhưng các sáng tác như "Zueignung", "Cäcilie", "Morgen" và "Allerseelen" chắc chắn là những thành công lớn nhất của ông. Khi so sánh các tác phẩm của ông với các nhà soạn nhạc sau này, ngôn ngữ hòa âm và du dương trong âm nhạc Strauss có thể bị coi là lạc hậu hiện nay, tuy vậy thì những tác phẩm của ông vẫn luôn nổi tiếng khán giả và các nghệ sĩ biểu diễn.

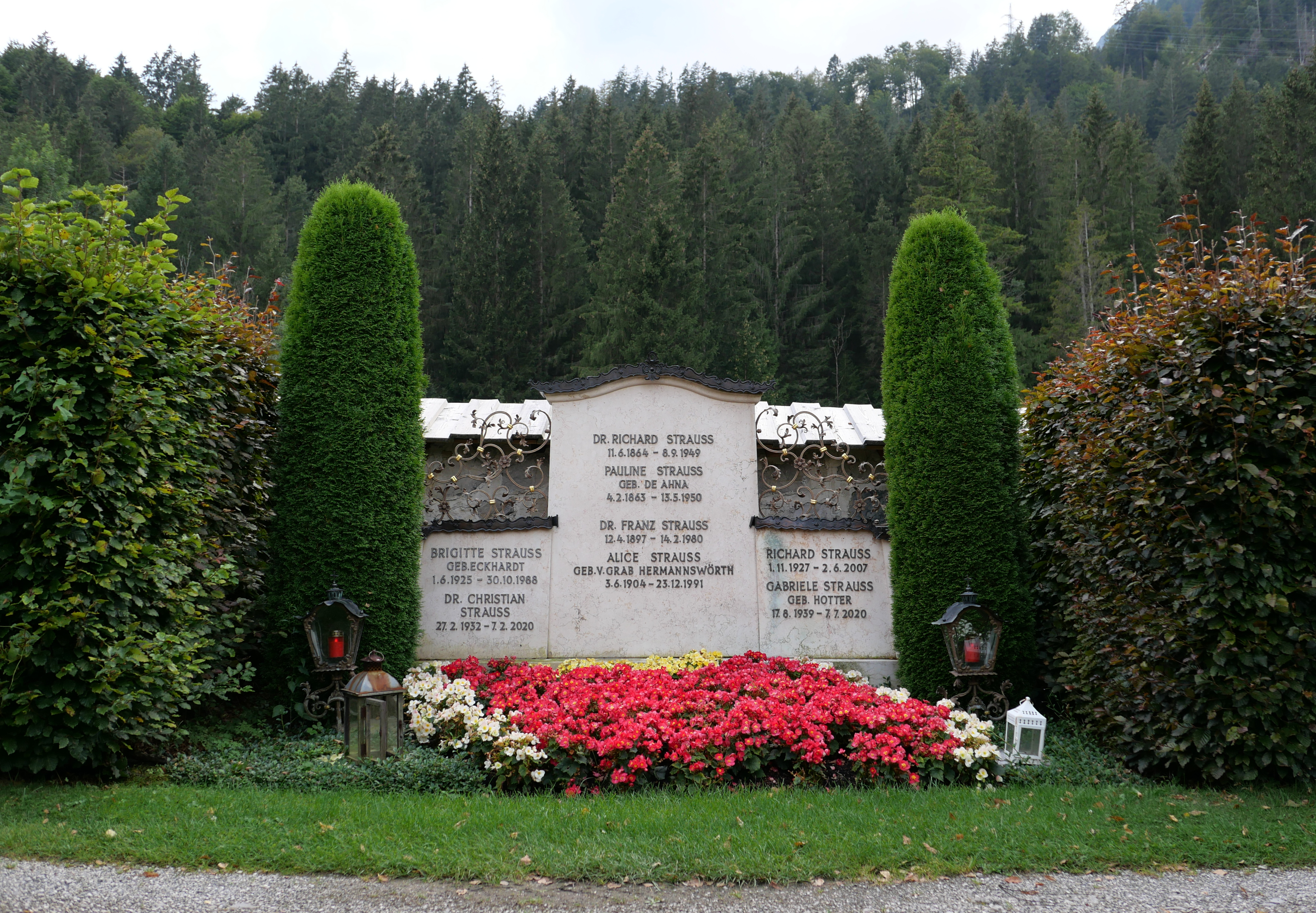
Ngôi mộ vào năm 2024.

Richard Strauss qua đời ngày 8 tháng 9 năm 1949 tại Garmisch-Partenkirchen, Đức ở tuổi 85.
Hài cốt của Strauss đã được hỏa táng. Chiếc bình được chôn tại nghĩa trang Garmisch ở Garmisch-Partenkirchen trong một ngôi mộ có vợ ông là Pauline, con trai của họ là Franz (1898–1980) và vợ ông là Alice (1904–1991), cháu trai Richard (1927–2007) và vợ ông là Gabrielle. , nhũ danh Hotter (1939-2020), cũng như cháu trai Christian (1932-2020) và vợ Brigitte, nhũ danh Eckhardt (1925-1988), đã được chôn cất.

## Các tác phẩm chính

### Opera
- Guntram, Op. 25 (1894)
- Feuersnot, Op. 50 (1901)
- Salome, Op. 54 (1905)
- Elektra, Op. 58 (1909)
- Der Rosenkavalier, Op. 59 (The Knight of the Rose) (1910)
- Ariadne auf Naxos, Op. 60 (1912)
- Die Frau ohne Schatten, Op. 65 (1918)
- Intermezzo, Op. 72 (1923)
- Die ägyptische Helena (The Egyptian Helena), Op. 75 (1927)
- Arabella, Op. 79 (1932)
- Die schweigsame Frau (The Silent Woman), Op. 80 (1934)
- Friedenstag (Day of Peace) (1936)
- Daphne, Op. 82 (1937)
- Die Liebe der Danae, Op. 83 (1940)
- Capriccio, Op. 85 (1941)

### Nhạc Ba lê
- Josephslegende (The Legend of Joseph), Op. 63 (1914)
- Schlagobers (Whipped Cream), Op. 70 (1921/2)

### Thơ giao hưởng
- Aus Italien, Op. 16 (1886)
- Don Juan, Op. 20 (1889)
- Macbeth, Op. 23 (1888/90)
- Tod und Verklärung (Death and Transfiguration), Op. 24 (1888-89)
- Till Eulenspiegels lustige Streiche (Till Eulenspiegel's Merry Pranks), Op. 28 (1895)
- Also sprach Zarathustra, Op. 30 (1896)
- Don Quixote, Op. 35 (1898)
- Ein Heldenleben, Op. 40 (1899)
- Symphonia Domestica (Domestic Symphony), Op. 53 (1904)
- Eine Alpensinfonie (An Alpine Symphony), Op. 64 (1915)

### Các tác phẩm cho dàn nhạc
- Symphony in D minor (1880)
- Symphony in F minor, Op. 12 (1883)
- Festive Prelude for orchestra with organ (1913)
- Le Bourgeois gentilhomme, suite for orchestra Op. 60 (1917)
- Nhạc phim cho Der Rosenkavalier (1925)
- Liên hoan Âm nhạc Nhật Bản (1940)
- Metamorphosen, for 23 solo strings (1945)

### Concertante
- Romance for Clarinet and Orchestra (1879)
- Violin Concerto in D minor, Op. 8 (1882)
- Horn Concerto No. 1 in E flat major, Op. 11 (1882/83)
- Romance for Cello and Orchestra (1883)
- Burleske for Piano and Orchestra (1886-1890)
- Parergon, for piano (left hand) and orchestra, Op. 73 (1925)
- Panathenäenzug, for piano (left hand) and orchestra, Op. 74 (1926-1927)
- Horn Concerto No. 2 in E flat major (1942)
- Oboe Concerto in D major (1945)
- Duett-Concertino, for clarinet and bassoon with string orchestra (1947)

### Nhạc có lời/thánh ca
- Zwei Gesänge, Op. 34 (1896/97) - 1. Der Abend 2. Hymne
- Deutsche Motette, Op. 62 (1913)
- Olympische Hymne, for chorus and orchestra (1934)
- Die Göttin im Putzzimmer (1935)
- Männerchöre (1935)
- An den Baum Daphne (1943)
- Vier letzte Lieder (Four Last Songs) (1948)